# Shengān
Shengān (persiska: شنگان, شَنگان) är en ort i Iran.   Den ligger i provinsen Lorestan, i den centrala delen av landet, 300 km sydväst om huvudstaden Teheran. Shengān ligger 1 950 meter över havet och antalet invånare är 137.
Terrängen runt Shengān är varierad. Runt Shengān är det ganska glesbefolkat, med 29 invånare per kvadratkilometer. Närmaste större samhälle är Aznā, 13,3 km norr om Shengān. Trakten runt Shengān består i huvudsak av gräsmarker.